# Копљаничка кара
Копљаничка кара (енгл. Pike square), позната и као батаљон ипи пуна кара, збијена правоугаона формација пешадије наоружане копљима и хелебардама. Ову формацију први су развили и примењивали Швајцарци од почетка 14. века и успешно су је користили против витезова у Бургундским ратовима (1474-1477). По угледу на Швајцарце, овакве формације усвојиле су још и немачка (ландскнехти) и шпанска пешадије, које су доминирале на европским бојиштима све до средине 16. века.

## Карактеристке
Швајцарски пешаци постројавали су се за борбу у збијене формације са истим бројем бораца по фронту и по дубини. То даје правоугаоне формације веће дубине него ширине, јер су отстојања између врста увек већа него растојања између редова. У основи то су старогермански построји које су Римљани називали клиновима. То су уједно и борбени построји који се најлакше формирају из маршевског поретка. Прве и задње врсте и крајњи редови тих збијених тела били су наоружани копљима, а унутрашњи хелебардама. Једино су копљаници имали шлем и оклоп, пошто су били први на удару, а копља су била веома дугачка, као код старих Македонаца, како би их више врста и редова бораца могло истурити пред фронт. Копља су тако штрчала са свих страна, да су Швајцарци тај свој борбени поредак оправдано називали јеж.
Швајцарски построји могли су примити велики број људи. У њима 10.000 бораца - што је за оно време било веома много - имају само 100 људи по фронту и 100 по дубини, што просторно износи 100 са 150 или највише 200 метара. Уколико је таква формација већа, утолико се теже разбија. Ипак, није било препоручљиво ставити све расположиве снаге у једну гомилу, пошто ју је непријатељ лако могао парализовати. Бољи се ефекат постизао комбинацијом више таквих група, које су међусобно садејствовале. Код Швајцараца их је било најчешће три: предња, главна и задња скупина. Али нису постављане једна за другом, нити у истој висини по фронту, него степенасто. У бици код Моргартена (1315) биле су само две групе, код Лаупена (1339) и трећа која се растурила у почетку борбе. Свака већа група формирала је своју претходницу - изгубљене момке (фр. enfants perdus).
У планинским крајевима Швајцарске нема могућности за развијање широких борбених формација, каква је била античка фаланга. Дубоки стројеви Швајцараца били су згоднији за њихов терен, али и за одбрану од оклопних коњаника, њихових главних непријатеља. У својим четвртастим стројевима, заобљеним на угловима, Швајцарци су успешно одбијали нападе тешке коњице, при чему су главни терет носили копљаници. У нападу и противнападу они су такође ударали први на челу ударне масе, а када је непријатељ био поколебан или одбачен, ступали су у акцију и хелебардисти, који нису имали ни оклопа ни шлема.
Иако се борбене формације  Швајцараца у 14. и 15. веку називају копљаничким карама, већина бораца заправо је била наоружана хелебардама (однос копаља и хелебарди био је отприлике 1:3), а мањи део бораца био је наоружан самострелима (15-20%), а од средине 15. века и аркебузама (1-5%). Стрелци су дејствовали пред фронтом, на боковима или у позадини. Када би били потиснути, склањали су се у масу.
Копља су постала доминантно оружје пешадије тек крајем 15. века: у Италијанским ратовима три четвртине швајцарских пешака биле су наоружане копљима, а само једна четвртина хелебардама. Иако је копљаничка кара била изврсна формација за борбу против коњице, била је веома незгодна за борбу против непријатељске пешадије у истом таквом строју. Овај проблем решили су Шпанци повећањем броја стрелаца у формацији (са једне десетине на једну половину бораца), тако да су њихове каре (познате под именом терцио) постале способне за борбу и против пешадије (аркебузири) и против коњице (копљаници).